# Campionati europei di tuffi 2019 - Squadra mista
La gara a squadre ai campionati europei di tuffi 2019 si è svolta il 5 agosto 2019 presso la Sport Arena Liko di Kiev. Hanno preso parte alla competizione otto squadre nazionali, formate da quattro tuffatori ciascuna, ad eccezione della nazionale svedese che ne ha schierati tre.

## Medaglie
| Posizione | Atleti                                                              | Paese         |
| --------- | ------------------------------------------------------------------- | ------------- |
| Oro       | Patrick Hausding Christina Wassen Tina Punzel Lou Massenberg        | Germania      |
| Argento   | Ekaterina Beljaeva Vitalija Korolëva Viktor Minibaev Il'ja Molčanov | Russia        |
| Bronzo    | Eden Cheng Anthony Harding Noah Williams Katherine Torrance         | Gran Bretagna |

## Risultati
| Pos. | Atleti                                                                          | Nazionalità   | Finale | Finale |
| Pos. | Atleti                                                                          | Nazionalità   | Punti  | Pos.   |
| ---- | ------------------------------------------------------------------------------- | ------------- | ------ | ------ |
|      | Patrick Hausding Christina Wassen Tina Punzel Lou Massenberg                    | Germania      | 405.50 | 1      |
|      | Ekaterina Beljaeva Vitalija Korolëva Viktor Minibaev Il'ja Molčanov             | Russia        | 401.05 | 2      |
|      | Eden Cheng Anthony Harding Noah Williams Katherine Torrance                     | Gran Bretagna | 392.00 | 3      |
| 4    | Benjamin Auffret Maissam Naji Alexis Jandard Alaïs Kalonji                      | Francia       | 388.30 | 4      |
| 5    | Viktorija Kesar Oleh Kolodij Oleksij Sereda Sofija Lyskun                       | Ucraina       | 377.70 | 5      |
| 6    | Pascal Faatz Inge Jansen Celine van Duijn Dylan Vork                            | Paesi Bassi   | 328.50 | 6      |
| 7    | Maia Biginelli Riccardo Giovannini Andreas Sargent Larsen Sarah Jodoin Di Maria | Italia        | 292.10 | 7      |
| 8    | Ellen Ek Vinko Paradzik Emma G-Gullstrand                                       | Svezia        | 279.30 | 8      |